# てんこもり (米)
てんこもりは、富山県で育成されたイネ（稲）の品種。「と系1000」を花粉親、「富山36号」を種子親とする交配によって育成された。富山弁で、「てんこ」は「てっぺん」「頂」という意味があり、頂点になれればという願いが込められている。
熟期は晩生。2007年（平成19年）に富山県の奨励品種となっている。炊飯米は、つややかで美しく、かたさと粘りのバランスが良い。魚料理などとの相性が良いとされる。